# 静默游行
静默游行（英語：Silent Parade），又称沉默抗议（英語：Silent protest），是1917年7月28日美国纽约市的一场游行。该游行起于第五大道和57街路口，共有8000至10000名非裔美国人参与，旨在抗议谋杀和私刑等对黑人的暴力。游行之前发生了1917年5月至6月的东圣路易斯骚乱，骚乱中共有40至250名黑人被白人暴徒杀害。

## 东圣路易斯骚乱
东圣路易斯骚乱中，当局未能控制对黑人的暴力袭击、保护无辜生命，这使当地和全美许多黑人事后变得更加激进。马科斯·加维在一次有煽动性的演讲中声称，这次骚乱是“对人类最血腥的暴行之一”“对我们人民的大规模屠杀”，强调“现在不是说好话的时候，而是发声反对自称民主分配者的野蛮人之时”。

## 纽约的抗议
7月28日，纽约市万名黑人在第五大道举行游行，手持抗议标志，抗议东圣路易斯骚乱。游行示威由美国全国有色人种协进会（NAACP）、W·E·B·杜波依斯、以及哈莱姆区的组织发起，女性和儿童身着白色服装，男性则穿着黑衣。
发起静默游行的W·E·B·杜波依斯和NAACP希望借此施压总统伍德罗·威尔逊，让后者履行对非裔美国选民作出的竞选承诺，即执行反私刑立法，并促进黑人事业。但威尔逊否定了自己的承诺，在他执政期间，联邦性歧视反而加强了。
此次游行是纽约同类型游行的第一起，也是黑人第二次为公民权利公开示威。
2017年7月28日，搜索引擎Google展示涂鸦，纪念静默游行100周年。